# Финогентова, Евгения Олеговна
Евгения Олеговна Финогентова (род. 23 февраля 1991, Казань, Татарская АССР, РСФСР, СССР) — российская баскетболистка, выступающая в амплуа разыгрывающего защитника. Неоднократный участник международных соревнований в составе молодёжных сборных России по баскетболу. Серебряный призёр Универсиады — 2013.

## Биография
Финогентова Евгения родилась в спортивной семье, её мама Лариса Анатольевна бывшая баскетболистка, в настоящий момент она судья I категории. Хоть мама была против того, чтобы дочь занималась баскетболом, Евгения упорно ходила в спортивную секцию, заниматься любимым делом. В 14 лет её стали привлекать играть за Самару, с которой она занимала высокие места на детских и юношеских турнирах. В это время Финогентова стала постоянно привлекаться в состав национальной сборной различных возрастов.
С 2008 года Евгения постоянный игрок «Казаночки», играя в низших дивизионах чемпионата России. В 2011 году на уровне сборной её ждал успех, на молодёжном чемпионате Европы в Сербии она завоевала серебряную медаль, уступив в финале испанкам. В том первенстве Финогентова больше всех в команде проводила время на площадке (в среднем 30,8 минут).
В 2013 году, будучи аспиранткой КГАСУ, была приглашена в состав студенческой сборной России, с которой выиграла серебряные медали Универсиады. После окончания этого турнира Борис Соколовский (тренер студенческой сборной и «Динамо-ГУВД») предложил Евгении попробовать свои силы в элите российского первенства Премьер-лиге .

Второй игрок на этой позиции – Евгения Финогентова. Она была основным разыгрывающим в команде «Казаночка», в которой провела два года, играя на позиции первого номера, а также была основным разыгрывающим нашей сборной на универсиаде в Казани. У неё хороший бросок, она достаточно опытный игрок, серебряный призёр молодёжного чемпионата Европы 2011 года. С ней также подписан двухлетний контракт (Б. Соколовский).

### Статистика выступлений за клубы (средний показатель)
| Клубы                       | Сезон   | Чемпионат | Чемпионат | Чемпионат | Чемпионат | Кубок России | Кубок России | Кубок России | Кубок России | Еврокубки | Еврокубки | Еврокубки | Еврокубки |
| Клубы                       | Сезон   | Игр       | Очк       | Подб      | Перед     | Игр          | Очк          | Подб         | Перед        | Игр       | Очк       | Подб      | Перед     |
| --------------------------- | ------- | --------- | --------- | --------- | --------- | ------------ | ------------ | ------------ | ------------ | --------- | --------- | --------- | --------- |
| «Казаночка» (Казань)        | 2008-09 | 40        | 9,9       | 5,2       | 2,7       | 3            | 5,7          | 7,0          | 1,0          | —         | -         | -         | -         |
| «Казаночка» (Казань)        | 2009-10 | 29        | 8,1       | 3,5       | 3,6       | 7            | 12,3         | 3,4          | 2,3          | —         | -         | -         | -         |
| «Казаночка» (Казань)        | 2010-11 | 35        | 6,3       | 2,5       | 1,9       | 5            | 8,8          | 3,4          | 2,8          | —         | -         | -         | -         |
| «Казаночка» (Казань)        | 2011-12 | 39        | 3,9       | 2,2       | 1,8       | 7            | 6,6          | 2,0          | 5,3          | —         | -         | -         | -         |
| «Казаночка» (Казань)        | 2012-13 | 29        | 8,7       | 3,3       | 3,4       | 3            | 9,0          | 3,7          | 5,0          | —         | -         | -         | -         |
| «Динамо-ГУВД» (Новосибирск) | 2013-14 |           |           |           |           | 3            | 6,3          | 3,3          | 3,0          | 5         | 1,8       | 2,6       | 1,6       |

### Статистика выступлений за сборную России (средний показатель)
| Сборная        | Сезон | Место | Чемпионат | Чемпионат | Чемпионат | Чемпионат |
| Сборная        | Сезон | Место | Игр       | Очк       | Подб      | Перед     |
| -------------- | ----- | ----- | --------- | --------- | --------- | --------- |
| ЧЕ (до 16 лет) | 2007  | 6     | 8         | 3,0       | 1,3       | 0,8       |
| ЧЕ (до 18 лет) | 2009  | 9     | 8         | 5,4       | 1,4       | 1,1       |
| ЧЕ (до 20 лет) | 2011  | 2     | 9         | 5,9       | 3,6       | 2,2       |
| Универсиада    | 2013  | 2     | 6         | 5,3       | 1,5       | 2,0       |
| Универсиада    | 2015  | 3     | 6         | 7,3       | 2,0       | 1,8       |

## Достижения
- Серебряный призёр молодёжного чемпионата Европы: 2011
- Серебряный призёр Универсиады: 2013
- Бронзовый призёр Универсиады: 2015